# Ruy (Isère)
Ruy település Franciaországban, Isère megyében. Lakosainak száma 4771 fő (2022. január 1.). Ruy Saint-Savin, Sérézin-de-la-Tour, Bourgoin-Jallieu, Cessieu, Montcarra, Nivolas-Vermelle és Rochetoirin községekkel határos.

## Népesség
A település népessége az elmúlt években az alábbi módon változott:
| Lakosok száma | 1526 | 2619 | 3143 | 3993 | 4355 | 4434 | 4529 | 4717 | 4732 | 4771 |
|               | 1968 | 1982 | 1990 | 2006 | 2013 | 2015 | 2017 | 2019 | 2020 | 2022 |